# 435

## Nașteri
- dată necunoscută: Ammonius Herminae filosof grec (d. 523)

## Decese
- dată necunoscută: Ioan Casian  (n. 360)
- dată necunoscută: Acachie mărturisitorul  (n. 370)